# 선양 중쩌
선양 중쩌(중국어 간체자: 沈阳中泽, 정체자: 瀋陽中澤, 병음: Shěnyáng Zhōngzé)는 중국 랴오닝성 선양시를 연고로 하는 축구 클럽이었으며 한 때 중국 갑급리그에 참가했다가 2015년 2월 해체되었다.

## 역사
- 2009년 8월: 클럽의 전신인 톈진 룬위룽(天津润宇隆足球俱乐部)이 창단됨. 당시에는 아마추어 리그에 참가했음.
- 2010년: 클럽의 프로화를 결정하는 한편 3년 이내에 갑급리그 승격을 목표로 정함.
- 2011년 1월: 갑급리그에 참가하고 있던 축구 클럽인 안후이 주팡(安徽九方足球俱乐部)을 흡수 합병하기로 합의하여 갑급리그에 참가하게 됨.
- 2011년 4월: 안후이 주팡을 흡수 합병했음에도 불구하고 구단이 자금난에 빠짐. 한때 소속 선수들이 연습을 거부하는 사건이 일어남.
- 2011년 7월 9일: 선양 선베이 축구 클럽 주식 유한공사(沈阳沈北足球俱乐部股份有限公司)와 협의한 끝에 회사 산하에 편입하기로 결정함. 클럽 명칭 또한 선양 선베이로 변경되었으며 연고지를 선양 시 선베이 신구로 이전함.

## 역대 감독
| 감독    | 임기 |
| ------- | ---- |
| 아리 한 | 2012 |